# 木村沙恵
木村 沙恵（きむら さえ、1980年5月15日 - ）は、日本の元AV女優。
京都府出身（大阪府出身とするプロフィールもある）。

## 略歴
2003年にAVデビュー。熟女系のAV女優である。
現在は、引退している。

## 出演作品

### アダルトビデオ
2003年
- 隣の奥さんに甘えたい10（3月8日、シー・ツー・コーポレーション）オムニバス作品
- 奥様欲情日記 恥ずかしいって奥さん ここはもう欲しがってますよ（3月21日、アテナ映像）
- エッチなお姉さんに誘われて9（3月22日、シー・ツー・コーポレーション）
- 綺麗なお姉さんに犯されたい あ～凄く大きい～! 上と下のおクチでしゃぶってあげる（4月30日、アテナ映像）
- 素人美乳Dカップ二人収録SPECIAL（5月26日、実録出版）
- つゆだくお姉さま（5月31日、シー・ツー・コーポレーション）
- ピカ◆イチ! Pica1（7月18日、KUKI）
- 若妻の匂い 第2章（8月23日、シー・ツー・コーポレーション）
- 新婚妻は裸にエプロン1（9月18日、クリスタル映像）
- The具汁 このエロ女ッ!!（9月20日、LEO）
- 昼下がりの淫ら妻11（11月4日、クリスタル映像）
- 美人教師 暴行現場16（11月18日、クリスタル映像）

2004年
- 姉さんガマンできない17（1月23日、シャイ企画）
- 私は痴女 淫心不乱（2月3日、クリスタル映像）
- 酔狂伝2 そんなに酔わせてどうするの（2月12日、クリスタル映像）
- （秘） 女校医5（2月19日、クリスタル映像）
- G-MODELS ゴージャスモデルズ ときめきをもう一度（2月20日、イマージュ）
- 撮影現場からGET!!2（3月12日、桃太郎映像出版）
- 体感ファックif...9 ドラキュラ編（3月19日、桃太郎映像出版）
- お姉さんの…12（4月12日、シー・ツー・コーポレーション）
- 未亡人 柔肌の悶え4（4月20日、クリスタル映像）
- 美熟女 画報 VOL.5（4月20日、冒険ゴリラ）
- 寸止め5 生ごろしはヤメて!（4月29日、クリスリスタル映像）
- カップルズ KYOTO 西陣・祇園・七条・二条編（4月30日、h.m.p）
- 背徳愉悦 近親相姦（5月21日、桃太郎映像出版）
- 秘書のナマ狂い 社長、いっぱい出ましたわ…（5月21日、アトラス）
- 旦那に内緒で不倫旅行 第2章（6月1日、桃太郎映像出版）　※「さや」名義
- 大人のおもちゃ研究所（6月15日、ホットエンターテイメント）
- ザ・筆おろし30（6月29日、クリスタル映像）
- ふたなり少女（7月9日、TMA）
- キャバクラ大乱行（7月18日、メディアステーション）
- 淫らなお姉さんは好きですか11（8月12日、クリスタル映像）
- 旦那に内緒で不倫旅行 第3章（8月20日、桃太郎映像出版）　※「さや」名義
- 人妻病棟2（8月20日、シャイ企画）
- 高級美人淫猥婦 2（9月10日、シリウス）　※「藤森はるか」名義
- 京都の人妻（9月15日、マドンナ）
- THEレイプ8 されたがる女たち（9月25日、クリスタル映像）
- 旦那に内緒で不倫旅行 最終章（10月8日、桃太郎映像出版）　※「さや」名義
- ～美熟女レズ～ 秘め百合の館（10月15日、マドンナ）
- 初めてのキ○タマ嬲り2（10月21日、SODクリエイト）
- 生姦Happy!1 ～癒し系京美人と生ハメ温泉淫交～(10月31日、モブスターズ）
- ふたりのエッチ（12月、うまなみ。）
- 手コキクリニックスペシャル 看護学生実習編＋裏手コクリ編＋妄想SP編（12月4日、SODクリエイト）
- イイ女狩り5（12月24日、うまなみ。）
- お姉さんが犯してあげる29　（12月25日、クリスタル映像）

2005年
- 潮吹きバラエティー 噴射の神様（2月18日、ミリオン）
- 奥さまはレンタル中2 ～時間制限あり～（3月12日、クリスタル映像）

2006年以降
- オレの秘書 服従に濡れる下半身（2006年3月22日、アトラス）
- ジ・コ・マ・ン・ 6（2006年4月18日、LEO）
- UPPER GIRL 服従淫支配（2006年5月30日、LEO）
- 奴隷M秘書（2006年6月10日、ネクストイレブン）
- うまなみプレゼンツ30 もしも彼女が14人いたら…。 4時間 ～ヤリたい放題14連発!!～（2007年4月27日、おかず。）
- 未亡人 柔肌の悶え17（2007年11月30日、クリスタル映像）
- Weekly 日替わり妻 6（2008年1月25日、クリスタル映像）